# Teateråret 1888

## Händelser

### Juli
- 1 juli – Sveriges riksdag drar in hela anslaget till Dramaten och Operan och överlämnar dem till privat företagsamhet. Conrad Nordqvist tar över Operan, och Gustaf Fredriksson blir verksamhetschef för Dramaten.[1]

### Okänt datum
- Anne Charlotte Leffler skriver den ofullbordade pjäsen En distingerad utländning.[2]

- Kungliga Dramatiska Teatern firar 100-årsjubileum.[källa behövs]

## Årets uppsättningar

### Januari
- 12 januari – August Strindbergs pjäs Fadren har Sverigepremiär på Nya teatern i Stockholm.[3]

### Februari
- 7 februari – Amanda Kerfstedts pjäs Hett blod har urpremiär på Dramaten i Stockholm.[4]

### September
- 4 september - Bjørnstjerne Bjørnsons pjäs En handske har Sverigepremiär.[5]

### November
- 29 november – Victoria Benedictssons pjäs Final har urpremiär på Dramaten i Stockholm.[6]

### Okänt datum
- Frans Hedberg pjäs Hin och smålänningen uruppförs på Djurgårdsteatern i Stockholm.